# Draillant
 Draillant  es una comuna y población de Francia, en la región de Ródano-Alpes, departamento de Alta Saboya, en el distrito de Thonon-les-Bains y cantón de Thonon-les-Bains-Ouest.
Su población en el censo de 1999 era de 564 habitantes.
Está integrada en la Communauté de communes des Collines du Léman .

## Demografía
| 346 | 290 | 293 | 310 | 393 | 564 |
| Para los censos de 1962 a 1999 la población legal corresponde a la población sin duplicidades (Fuente: INSEE [Consultar]) |     |     |     |     |     |